# Lena Adelsohn Liljeroth
Lena Elisabeth Adelsohn Liljeroth (født 24. november 1955 i Spånga) er en svensk politiker for det konservative parti, Moderaterna. 
Hun har været medlem af Sveriges Riksdag siden 2002 og kulturminister i Regeringen Reinfeldt siden 2006. Fra 1. januar 2007 blev hun også chef for det nye Kulturdepartement (kulturpolitikken var frem til da lagt til Utbildnings- och kulturdepartementet).
Hun har været medlem af det moderate parti siden hun var 14 år, og ble indvalgt i bystyret i Stockholm i 1998. Efter at hun blev indvalgt i Riksdagen, var hun medlem av kulturudvalget frem til 2006.
Hun er gift med Ulf Adelsohn, tidligere partileder for Moderaterna. De blev introdusert af Carl Bildt og giftet seg i 1981. Hun er bosat i Stockholm.